# Megaherz
Megaherz er et industrial metal-band fra München, Tyskland dannet i 1993.
Et af bandets mest berømte sange er "Gott sein" ("At være Gud") fra deres første fuldlængde album Wer Bist Du?. Megaherz musikalske stil har gennemgået en stor forvandling siden dets grundlæggelse. De tidlige albums er alternativ metal i stil med Faith No More, mens de nyere udgivelser er mere sammenlignelige med Oomph! og Rammstein. Deres tidlige albums inkluderes altid mindst én sang baseret på et klassisk tysk eventyr dette tæller "Rapunzel" på Kopfschuss, "Windkind" ("Vindbarnet") på Himmelfahrt and "I.M Rumpelstilzchen" på Herzwerk II.
Bandet har haft en del udskiftning i medlemmerne siden dannelsen i 1993, hvor guitaristen og trommeslageren har været udskiftet oftest. Guitaristen Christian Bystron og bassisten Wenz Weninger er de eneste af gruppens oprindelige medlemmer siden 1997.

## Diskografi

### Studiealbums
- 1995 – Herzwerk (demo album)
- 1997 – Wer Bist Du?
- 1998 – Kopfschuss
- 2000 – Himmelfahrt (#78 i Tyskland)
- 2002 – Herzwerk II (#78 i Tyskland)
- 2004 – 5
- 2008 – Heuchler (#31 i Tyskland)
- 2012 – Götterdämmerung (#19 i Tyskland)
- 2014 – Zombieland (#17 i Tyskland)
- 2018 – Komet (#7 i Tyskland)

### Singler
- 1997 – Gott sein
- 1998 – Rock Me Amadeus
- 1998 – Liebestöter
- 1999 – Freiflug
- 2000 – Himmelfahrt
- 2002 – Herzblut
- 2004 – Gott Sein '04 (non-physical release)
- 2004 – Dein Herz Schlägt (non-physical release)
- 2008 – Mann von Welt
- 2011 – Jagdzeit
- 2013 – Gegen Den Wind

### Opsamlingsalbums
- 2001 – Querschnitt
- 2009 – Totgesagte Leben Länger